# Крестовоздвиженский собор (Женева)
Крестовоздви́женский собо́р (фр. Cathédrale de l'Exaltation de la Sainte Croix) — кафедральный собор Западно-Европейской епархии Русской православной церкви заграницей. Расположен в Женеве. Настоятель храма — архиепископ Михаил (Донсков).
К собору приписана Пантелеймоновская церковь при приходском доме отдыха в Лейзене. Существует братство святого Маврикия.

## История

### Первая церковь
История женевского прихода ведёт от Крестовоздвиженского храма, устроенного первоначально в Берне, штат которого был высочайше утверждён указом от 24 декабря 1816 (5 января 1817) года. Первоначально он находился при резиденции российского посланника. С 1821 года церковь помещалась в замке Рейхенбах. Её постоянно посещала великая княгиня Анна Фёдоровна. Бернская церковь существовала до 1848 года, когда была закрыта по политическим обстоятельствам и вывезена во Франкфурт-на-Майне.
Открытие храма состоялось в ноябре 1854 года, но уже в Женеве в наёмном доме в вилле Жарглнан на Rue des Eaux Vives. Срок найма этого дома истекал в 1863 году. Для возобновления контракта был необходим капитальный ремонт, который владелец хотел сделать за счет России, либо сам, но при увеличении арендной платы.

### Современный храм
Настоятель русской императорской миссии в Швейцарии протоиерей Афанасий Петров озаботился идеей строительства полноценного русского православного храма в Женеве и стал искать на это средства.
В 1862 году женевский кантон безвозмездного передал участок земли в квартале Траншей, стоимостью до 100.000 франков, для строительства отдельной русской церкви. Место было даровано Российской миссии в Швейцарии на весь период, пока на нём будет стоять русский храм. Здесь до XV века находился монастырь святого Виктора, приором которого был «шильонский узник» Франсуа Бонивар.
Закладка храма состоялась 14 (26) сентября 1863 года в присутствии герцогов Сергея и Георгия Лейхтенбергских и принца Николая Ольденбургского. Строительство церкви велось по проекту Д. И. Гримма, активное участие принимала великая княгиня Мария Николаевна. Работами руководил Жан-Пьер Гильбо. Основным попечителем строительства был настоятель Женевской домовой церкви протоиерей Афанасий Петров. Постройка здания и его отделка обошлись в 280.000 франков. Среди жертвователей были Александр II; Мария Александровна; великие князья: Константин Николаевич, Михаил Николаевич с Ольгой Феодоровной; великие княгини: Елена Павловна и Мария Николаевна; королева Ольга Николаевна и Николай Максимилианович, герцог Лейхтенбергский; митрополит Киевский Арсений (Москвин).
В начале июля 1864 года Анафасий Петров получил через русского в Швейцарии посланника А. П. Озерова от Патриарха Иерусалимского Кирилла различные дары: св. предметы и деньги.
Освящение Крестовоздвиженской церкви состоялось 14 (26) сентября 1866 года в праздник Воздвижения Честного и Животворящего Креста Господня. Его совершили парижский протоиерей Иосиф Васильев, женевский Афанасий Петров, ниццкий Василий Прилежаев и веймарский священник Владимир Ладинский.
В храме был венчан М. А. Врубель с Н. И. Забелой, была крещена и отпета первая дочь Ф. М. и А. Г. Достоевских Софья (1868—1868).
К храму были приписаны Варваринская церковь в Веве и Пантелеймоновская в Давосе.
В конце XIX века в храме был выложен плиткой пол и заново позолочены купола. В 1916 году были значительно расширены все три нефа и добавлена над центральной папертью колокольня со звонницей из пяти колоколов, отлитых в Арау. Работы обошлись в 200.000 франков. Освящение обновлённого храма состоялось 12 (25) февраля 1917 года.
Во второй четверти XX века церковь перешла в юрисдикцию Русской православной церкви за границей. В 1950 году храм стал кафедральным собором викарного епископа Женевского, а в 1963 году — Западно-Европейской епархии.
В 1966 году и в 1980-е годы в соборе был произведён ремонт. В настоящее время храм также нуждается в реставрации.
В ночь на 15 октября 2012 года храм был подвергнут вандализму: несколько квадратных метров фасада собора были облиты красной краской, а на тротуаре оставлены надписи оскорбительного характера.
23 января 2016 года в соборе служил всенощное бдение Патриарх Московский и всея Руси Кирилл, митрополит Киевский и всея Украины Онуфрий (Березовский), митрополит Волоколамский Иларион (Алфеев), архиепископ Женевский и Западно-Европейский Михаил (Донсков), епископ Солнечногорский Сергий (Чашин). Это была первая Патриаршая служба в соборе за всю его историю.
31 октября 2016 года по завершении внешних реставрационных работ архиепископ Женевский и Западно-Европейский Михаил в сослужении духовенства и при большом стечении прихожан и богомольцев собора совершил освящение креста и окропил святой водой главный его купол, который затем был поднят наверх. Вскоре на куполе водрузят крест, после чего будет совершена позолота.

## Архитектура, убранство
Храм занимает одно из самых высоких мест в Женеве. Построен в русском стиле из белого камня, добываемого в швейцарских горах. Главный четверик декорирован по стенам и углам пучками колонн и кокошниками, завершён зубчатым карнизом. Увенчан пятью золочёными куполами. Форма храма крестообразная: с востока полукругом выступает алтарь, в виде трех абсид с вызолоченными куполами.
На стенах северной и южной стороны сделаны из чистого серого мрамора кресты высотой 1,4 метра. С западной стороны устроена паперть в виде крытой арочной галереи, поддерживаемая шестью фигурными колоннами, над которой расположена одноярусная звонница, увенчанная позолоченной главкой. Над входными дверьми, в полукруге, изображены святые князья Владимир и Ольга; в северной части, над дверью, ведущей под церковь, изображён святой Александр Невский, с южной стороны — преподобный Сергий Радонежский.
Интерьер храма разделён шестью массивными столбами, состоящими из пучков связанных между собой колонок, на три части. Роспись церкви производил художник Джузеппе Бенцони. Стены церкви отделаны в византийском стиле с растительным орнаментом, геометрическими фигурами и монограммой Христа «ХР». Внутренние своды выкрашены небесно-голубой краской и покрыты золочёными звездами. В главном куполе находится образ Спасителя на золотом фоне, окруженный ниже серафимами; ниже, во фризе, — лики Евангелистов. Образы написаны профессором Джакомо Донати. В витражах верхнего и нижнего рядов окон изображены кресты в кругах.
Алтарь разделён на три части: собственно алтарь, диаконник (или ризница) справа, место для жертвенника слева. Стены алтарной части расписаны небольшими золотыми крестами в кругах по темно-зелёному цвету. На витражах окон изображены кресты из звезд на облаках, под которыми написано: «симъ побѣждай», под этою подписью — Чаша в сиянии. В алтаре находится икона молящегося Спасителя. За алтарём находится спуск по лестнице под церковь.
Пятиаркадный иконостас сделан из белого каррарского мрамора по проекту скульптора Б. Геннебергера. Иконы в иконостасе, кроме местных, выполнены художником Л. Рубио. Местные иконы принадлежат кисти Н. А. Кошелева. Царские врата, северная и южная двери сделаны из кипариса; резьба, выполненная Дюфо, украшена позолотой. На южной двери икона святой Елены с крестом. Правее — Богородица с Христом, дар афонского скита святого Андрея Первозванного. За клиросами, окружёнными бронзовой решеткой, стоят хоругви на кипарисовых древках.
В притворе находится мраморная доска в память освящения храма в 1866 году. В правом притворе расположено место погребения епископа Женевского Леонтия (Бартошевича) (1914—1956) и архиепископа Женевского и Западно-Европейского Антония (Бартошевича) (1910—1993).
Святыни:
- Напрестольный деревянный крест с частицей Животворящего древа Господня, пожертвованный иерусалимским патриархом Кириллом II.
- Ковчег, в котором находятся:
  - Образ великомученика Пантелеимона с частицей мощей;
  - Медальон с частицей мощей святителя Николая Чудотворца;
  - Икона преподобного Серафима Саровского с частью его одежды.

Обращают внимание на себя иконы:
- Спаса Нерукотворного XVI века;
- Пресвятой Богородицы «Скоропослушницы» и великомученика Пантелеймона, в мраморном обрамлении, пожертвованные русскими монахами из Афонских Андреевского скита и Пантелеймонова монастыря соответственно;
- Божией Матери Тихвинской начала XVII века в окладе;
- Божией Матери с житием и текстом акафиста XVIII века;
- список XVII века новгородского образа Пресвятой Богородицы «Знамение» в серебряном окладе.

Церковь окружена железной решёткой с позолоченными крестами; внутри ограды — зелёные насаждения.

## Настоятели
Со времени основания русского православного прихода в Женеве его окормляли следующие клирики:
- протоиерей Арсений Судаков (ноябрь 1854—1856)
- протоиерей Афанасий Петров (1856—1883)
- протоиерей Димитрий Опоцкий (1883—1901)
- протоиерей Николай Апраксин (1901—1903)
- протоиерей Александр Смирнопуло (1903—1905)
- протоиерей Сергий Орлов (1905—1944)
- епископ Леонтий (Бартошевич) (1944—1956)
- архиепископ Антоний (Бартошевич) (1956—1993)
- епископ Амвросий (Кантакузен) (1993—2006)
- архиепископ Михаил (Донсков) (2006—2017)
  - протоиерей Павел Цветков (2017 — сентябрь 2018, ключарь храма с 1974 года)
- епископ Ириней (Стинберг) (с сентября 2018 года)